# Шортанды (Аршалынский район)
Шортанды (каз. Шортанды) — село в Аршалынском районе Акмолинской области Казахстана. Входит в состав Константиновского сельского округа. Код КАТО — 113445400.

## География
Село расположено в юго-восточной части района, на расстоянии примерно 23 километров (по прямой) к востоку от административного центра района — посёлка Аршалы, в 15 километрах к юго-западу от административного центра сельского округа — села Константиновка.
Абсолютная высота — 450 метров над уровнем моря. Через село протекает река Шортанды.
Ближайшие населённые пункты: село Красное Озеро — на западе, село Константиновка — на северо-востоке, село Озёрное — на юге.

## Население
В 1989 году население села составляло 513 человек (из них русские — 51%, казахи — 21%).

В 1999 году население села составляло 477 человек (228 мужчин и 249 женщин). По данным переписи 2009 года, в селе проживало 360 человек (172 мужчины и 188 женщин).
| Численность населения | Численность населения | Численность населения |
| 1989                  | 1999                  | 2009                  |
| --------------------- | --------------------- | --------------------- |
| 513                   | ↘477                  | ↘360                  |

## Улицы[5]
- ул. Жастар
- ул. Центральная
- ул. Школьная